# Усть-Пёза
Усть-Пёза — деревня в Мезенском районе Архангельской области. Входит в состав Зареченского сельского поселения.

## География
Деревня расположена в северной части Архангельской области, на расстоянии примерно 29 км (по прямой) к юго-востоку от города Мезень, административного центра района.
Часовой пояс
Деревня Усть-Пёза как и вся Архангельская область, находится в часовой зоне МСК (московское время). Смещение применяемого времени относительно UTC составляет +3:00.

## Население
| 2002 | 2010 | 2012 |
| ---- | ---- | ---- |
| 13   | ↘9   | ↘6   |

Национальный состав
Согласно результатам переписи 2002 года, в национальной структуре населения русские составляли 100 % из 14 чел.